# San Marino w Konkursie Piosenki Eurowizji
San Marino bierze udział w Konkursie Piosenki Eurowizji od 2008. Od czasu debiutu konkursem w kraju zajmuje się nadawca Radiotelevisione della Repubblica di San Marino (SMRTV).
W latach 2009–2010 sanmaryńska telewizja nie uczestniczyła w konkursie, tłumacząc decyzję problemami finansowymi. Telewizja powróciła do konkursu w 2011. W latach 2012–2014 reprezentantką kraju była Valentina Monetta, która w 2014 zapewniła krajowi pierwszy w historii awans do finału.
Od 2012 nadawca dofinansowany jest przez kompozytora Ralpha Siegela, który został sponsorem finansowym San Marino. Jednocześnie sam podejmował decyzje nt. utworów, jakie reprezentowały kraj.
W przeciwieństwie do innych krajów uczestniczących, widzowie w San Marino nie mogą głosować ze względu na korzystanie z włoskiego systemu telefonicznego oraz dlatego, że niewielka liczba potencjalnych głosów nie osiągnęłaby minimalnego progu głosowania ustalonego przez Europejską Unię Nadawców. Do 2015 roku kraj w konkursie używał tylko głosów jury, a od 2016 roku głosy publiczności z San Marino są sztucznie stymulowane z rezultatów innych krajów uczestniczących. System ten wzbudził niepokój nadawcy, lecz zasada ta pozostaje niezmieniona pomimo próby zapewnienia alternatywy.

## Historia San Marino w Konkursie Piosenki Eurowizji

### Lata 2007–2009
W czerwcu 2007 nadawca publiczny San Marino RTV zainteresował się udziałem w konkursie i wyraził chęć dołączenia do rywalizacji w przyszłości. Wszystko zależało od zainteresowania akcjonariuszy, zwłaszcza włoskiego RAI, który zrezygnował z konkursu w 1997. Pięć miesięcy później sanmaryński nadawca stwierdził, że weźmie udział w 53. Konkursie Piosenki Eurowizji 2008. Pierwszym reprezentantem San Marino w Konkursie Piosenki Eurowizji został zespół Miodio z włoskojęzyczną piosenką „Complice”. Reprezentacja zajęła ostatnie miejsce w pierwszym półfinale konkursu, zdobywając jedynie pięć punktów i nie kwalifikując się do finału.

### Lata 2010–2018
Telewizja SMRTV planowała udział w 54. Konkursie Piosenki Eurowizji w Moskwie. W tym czasie ogłosił, że przeanalizuje występ z 2008 i do końca grudnia podejmie decyzję o starcie w przyszłorocznym konkursie. Ostatecznie zrezygnował z udziału w widowisku z powodów finansowych. Nie powrócił do niego w 2010, ale poinformował, że rozważa powrót do konkursu w przyszłości oraz myśli nad udziałem w Konkursie Piosenki Eurowizji dla Dzieci. W 2011 stacja SMRTV zgłosiła się do udziału w 56. Konkursie Piosenki Eurowizji. Reprezentantką kraju w Düsseldorfie została Senhit, która została wybrana wewnętrznie przez telewizję. Jej konkursową piosenką był anglojęzyczny utwór „Stand By”. 10 maja wystąpiła w pierwszym półfinale konkursu i zajęła w nim szesnaste miejsce z 34 punktami na koncie, przez co nie zakwalifikowała się do finału.
17 stycznia 2012 Europejska Unia Nadawców (EBU) ogłosiła, że San Marino weźmie udział w 57. Konkursie Piosenki Eurowizji. Dwa miesiące później stacja SMRTV poinformowała, że w barwach San Marino wystąpi Valentina Monetta. Jej konkursową piosenką został utwór „Facebook (Uh, Oh, Oh)”, którego tekst zawierał nazwę zastrzeżonego znaku firmowego, czym łamał regulamin konkursu, dlatego kompozycja została zdyskwalifikowana. Słowa i tytuł piosenki zostały zmienione na „The Social Network Song (Uh, Uh, Oh, Oh)”. Przed rozegraniem półfinałów piosenka Monetty była typowana do zajęcia jednego z ostatnich miejsc w stawce. 22 maja Valentina Monetta wystąpiła w pierwszym półfinale konkursu i zajęła w nim czternaste miejsce z 31 punktami, przez co nie awansowała do finału.
30 stycznia 2013 ogłoszono, że reprezentantką San Marino podczas 58. Konkursu Piosenki Eurowizji ponownie będzie Valentina Monetta, tym razem z włoskojęzyczną balladą „Crisalide (Vola)”, zawierającą elementy dance. Piosenka była typowana przez wielu do wygranej, przed rozegraniem półfinałów znajdowała się na drugim miejscu w plebiscycie wszystkich klubów Stowarzyszenia Miłośników Konkursu Piosenki Eurowizji (OGAE), przegrywając jedynie z ostatecznym zwycięzcą konkursu – utworem „Only Teardrops” Emmelie de Forest. 12 maja reprezentantka San Marino wystąpiła w drugim koncercie półfinałowym i zajęła jedenaste miejsce z dorobkiem 47 punktów, przez co nie zakwalifikowała się do finału. Do awansu zabrakło 16 punktów.
19 czerwca 2013 sanmaryński nadawca poinformował, że Valentina Monetta po raz trzeci z rzędu wybrana na reprezentantkę kraju i wystąpi w barwach San Marino w 59. Konkursie Piosenki Eurowizji w Kopenhadze. Trzecią konkursową propozycją wokalistki został utwór „Maybe”. 6 maja wystąpiła w pierwszym półfinale konkursu i zakwalifikowała się do rundy finałowej, zostając pierwszą reprezentantką kraju, która tego dokonała. W finale, który odbył się 10 maja, zajęła dwudzieste czwarte miejsce po zdobyciu 14 punktów.
Pod koniec listopada 2014 na konferencji prasowej ujawniono, że podczas 60. Konkursu Piosenki Eurowizji w Wiedniu kraj będą reprezentowali Michele Perniola i Anita Simoncini. Oboje wystąpili wcześniej w Konkursie Piosenki Eurowizji dla Dzieci – Perniola w 2013, a Simoncini – w 2014, zostając pierwszą w historii uczestniczką dwóch eurowizyjnych konkursów. W marcu 2015 duet zaprezentował swój konkursowy utwór „Chain of Lights”. 21 maja wystąpili jako trzeci w kolejności w drugim półfinale konkursu. Zajęli przedostatnie, 16. miejsce, przez co nie zakwalifikowali się do finału.
Pod koniec września 2015 sanmaryńska telewizja wyraziła wstępną chęć udziału w 61. Konkursie Piosenki Eurowizji w Sztokholmie. 12 stycznia 2016 ogłoszono, że kraj reprezentować będzie, wybrany wewnętrznie, turecki piosenkarz Serhat Hacıpaşalıoğlu. Jego konkursową piosenkę „I Didn’t Know” napisał grecki autor piosenek Nektarios Tyrakis. Pierwotnie reprezentant miał wystąpić w konkursie z piosenką w wersji balladowej, jednak ostatecznie, za namową fanów, zmieniono aranżację na wersję disco. 10 maja wystąpił w pierwszym półfinale konkursu i zajął dwunaste miejsce z 68 punktami, przez co nie zakwalifikował się do finału.
W marcu 2017 ogłoszono, że kraj w 62. Konkursie Piosenki Eurowizji w Kijowie będą reprezentowali Valentina Monetta i Jimmie Wilson z piosenką „Spirit of the Night”. 11 maja wystąpili w drugim półfinale konkursu i zajęli ostatnie, 18. miejsce po zdobyciu jednego punktu.
W październiku 2017 sanmaryński nadawca potwierdził, że wystąpi w 63. Konkursie Piosenki Eurowizji w Lizbonie. Reprezentant kraju został wybrany za pośrednictwem międzynarodowych eliminacji 1 in 360, które wyprodukowane zostały we współpracy z londyńską firmą producencką. Zgodnie z zasadami selekcji, chętni do udziału kandydaci mogli do 30 listopada umieszczać swoje zgłoszenia w internetowej platformie, które po zebraniu stu „polubień” bądź wpłaceniu pięciu euro były ocenione przez komisję jurorską. W stawce finałowej znaleźli się: Emma Sandström, Giovanni Montalbano, Sebastian Schmidt, Judah Gavra, Tinashe Makura, Jessika (feat. Irol), Irol i Basti, Jenifer Brening, Franklin Calleja oraz Camilla North. Finaliści wzięli udział w obozie muzycznym w Wiedniu, podczas którego stworzone zostały dla nich po dwie piosenki konkursowe. Od stycznia do lutego 2018 uczestniczyli w nagraniach programu, w trakcie których ich występy oceniali jurorzy (Zoë Straub, Alessandro Capicchioni, Ladislav Kossár i Neon Hitch). W dwóch pierwszych koncertach konkursowych, emitowanych 9 i 16 lutego, wykonali swoje konkursowe piosenki w wersji akustycznej. Pod koniec drugiego koncertu jurorzy wytypowali dla każdego z zawodników jedną z dwóch piosenek, którą wykonali w koncercie finałowym. Finał konkursu, transmitowany na żywo i odbywający się w Bratysławie, odbył się 3 marca. Decyzją ekspertów z branży muzycznej oraz internautów w głosowaniu internetowym, konkurs wygrała piosenka „Who We Are”, którą nagrały Jessika Muscat i Jenifer Brening. 10 maja wystąpiły w drugim półfinale Konkursu Piosenki Eurowizji i nie zakwalifikowały się do finału, zajmując przedostatnie, 17. miejsce.

## Uczestnictwo
San Marino uczestniczy w Konkursie Piosenki Eurowizji od 2008. Poniższa tabela uwzględnia nazwiska wszystkich sanmaryńskich reprezentantów, tytuły konkursowych piosenek oraz wyniki w poszczególnych latach.
| Rok                                   | Artysta                            | Piosenka                  | Język             | Finał            | Finał            | Półfinał         | Półfinał         |
| Rok                                   | Artysta                            | Piosenka                  | Język             | Miejsce          | Punkty           | Miejsce          | Punkty           |
| ------------------------------------- | ---------------------------------- | ------------------------- | ----------------- | ---------------- | ---------------- | ---------------- | ---------------- |
| 2008                                  | Miodio                             | „Complice”                | włoski            | –                | –                | 19               | 5                |
| Brak reprezentanta w latach 2009–2010 |                                    |                           |                   |                  |                  |                  |                  |
| 2011                                  | Senhit                             | „Stand By”                | angielski         | –                | –                | 16               | 34               |
| 2012                                  | Valentina Monetta                  | „The Social Network Song” | angielski         | –                | –                | 14               | 31               |
| 2013                                  | Valentina Monetta                  | „Crisalide (Vola)”        | włoski            | –                | –                | 11               | 47               |
| 2014                                  | Valentina Monetta                  | „Maybe”                   | angielski         | 24               | 14               | 10               | 40               |
| 2015                                  | Michele Perniola i Anita Simoncini | „Chain of Lights”         | angielski         | –                | –                | 16               | 11               |
| 2016                                  | Serhat                             | „I Didn’t Know”           | angielski         | –                | –                | 12               | 68               |
| 2017                                  | Valentina Monetta i Jimmie Wilson  | „Spirit of the Night”     | angielski         | –                | –                | 18               | 1                |
| 2018                                  | Jessika feat. Jenifer Brening      | „Who We Are”              | angielski         | –                | –                | 17               | 28               |
| 2019                                  | Serhat                             | „Say Na Na Na”            | angielski         | 19               | 77               | 8                | 150              |
| 2020                                  | Senhit                             | „Freaky!”                 | angielski         | Konkurs odwołany | Konkurs odwołany | Konkurs odwołany | Konkurs odwołany |
| 2021                                  | Senhit feat. Flo Rida              | „Adrenalina”              | angielski         | 22               | 50               | 9                | 118              |
| 2022                                  | Achille Lauro                      | „Stripper”                | włoski, angielski | –                | –                | 14               | 50               |
| 2023                                  | Piqued Jacks                       | „Like an Animal”          | angielski         | –                | –                | 16               | 0                |
| 2024                                  | Megara                             | „11:11”                   | hiszpański        | –                | –                | 14               | 16               |
| 2025                                  | Gabry Ponte                        | „Tutta l’Italia”          | włoski            | 26               | 27               | 10               | 46               |
| 2026                                  |                                    |                           |                   |                  |                  |                  |                  |

## Historia głosowania w finale (2008–2025)
| L.p. | Kraj    | Punkty |
| ---- | ------- | ------ |
| 1    | Włochy  | 165    |
| 2    | Grecja  | 101    |
| 3    | Ukraina | 72     |
| 4    | Izrael  | 69     |
| 5    | Szwecja | 63     |

| L.p. | Kraj        | Punkty |
| ---- | ----------- | ------ |
| 1    | Albania     | 23     |
| 2    | Włochy      | 21     |
| 3    | Gruzja      | 17     |
| 4    | Azerbejdżan | 16     |
| 5    | Grecja      | 13     |

## Komentatorzy i sekretarze
Spis poniżej przedstawia wszystkich sanmaryńskich komentatorów konkursu oraz krajowych sekretarzy podających punkty w finale.
| Rok       | Komentator                                                                                  | Sekretarz                       |
| --------- | ------------------------------------------------------------------------------------------- | ------------------------------- |
| 2008      | Lia Fiorio i Gigi Restivo                                                                   | Roberto Moretti                 |
| 2009–2010 | Brak reprezentanta i transmisji                                                             | Brak reprezentanta i transmisji |
| 2011      | Lia Fiorio i Gigi Restivo                                                                   | Nicola Della Valle              |
| 2012      | Lia Fiorio i Gigi Restivo                                                                   | Monica Fabbri                   |
| 2013      | Lia Fiorio i Gigi Restivo                                                                   | John Kennedy O’Connor           |
| 2014      | Lia Fiorio i Gigi Restivo John Kennedy O’Connor i Jamarie Milkovic (transmisja internetowa) | Michele Perniola                |
| 2015      | Lia Fiorio i Gigi Restivo                                                                   | Valentina Monetta               |
| 2016      | Lia Fiorio i Gigi Restivo                                                                   | Irol MC                         |
| 2017      | Lia Fiorio i Gigi Restivo                                                                   | Lia Fiorio i Gigi Restivo       |
| 2018      | Lia Fiorio i Gigi Restivo                                                                   | John Kennedy O’Connor           |
| 2019      | Lia Fiorio i Gigi Restivo                                                                   | Monica Fabbri                   |
| 2020      | Konkurs odwołany                                                                            | Konkurs odwołany                |
| 2021      | Lia Fiorio i Gigi Restivo                                                                   | Monica Fabbri                   |
| 2022      | Lia Fiorio i Gigi Restivo                                                                   | Labiuse                         |
| 2023      | Lia Fiorio i Gigi Restivo                                                                   | John Kennedy O’Connor           |
| 2024      | Lia Fiorio i Gigi Restivo                                                                   | Kida                            |
| 2025      | Anna Gaspari i Gigi Restivo                                                                 | Senhit                          |